# Nuraghe Su Nuraxi
Su Nuraxi de Barùmini (italienisch Nuraghe di Barumini ‚die Nuraghe von Barumini‘) ist die sardische Bezeichnung der am besten erhaltenen Groß-Nuraghe auf der italienischen Insel Sardinien. Sie thront auf einer Anhöhe, rund einen Kilometer außerhalb des kleinen Ortes Barumini in der Provinz Medio Campidano. Ein gleichnamiger Nuraghe liegt auf der Sinis-Halbinsel.
Nuraghen sind prähistorische und frühgeschichtliche Turmbauten der Bonnanaro-Kultur (2200–1600 v. Chr.) und der mit ihr untrennbar verbundenen, nachfolgenden Nuraghenkultur (etwa 1600–400 v. Chr.) auf Sardinien. Die archäologische Stätte Su Nuraxi (sardische Bezeichnung für italienisch Il Nuraghe) zählt seit 1997 zum Weltkulturerbe der UNESCO.

## Lage
Su Nuraxi liegt etwa einen Kilometer westlich des Zentrums des Ortes Barumini an der Straße, die von Barumini nach Tuili führt. Die Höhe über dem Meeresspiegel beträgt circa 230 Meter. In der Nähe finden sich die Nuraghen Is Paras und Su Mulinu, die späte gotisch-katalanische Pfarrkirche von Gesturi und der Parco Archeologico mit der Protonuraghe Brunku Madagui, einer der ältesten Nuraghen. Barumini befindet sich am Nordrand einer Hügellandschaft, die wegen der sie prägenden Kegelberge den Namen Marmilla („Brust“) trägt. Ungefähr 1,6 Kilometer südöstlich des Ortszentrums fließt der Flumini Mannu („Großer Fluss“), der rund 50 Kilometer südlich von Barumini bei Cagliari ins Mittelmeer mündet. Etwa 2,5 Kilometer nördlich der archäologischen Stätte von Su Nuraxi erhebt sich die Hochfläche Giara di Gesturi mit einer mittleren Höhe von 560 Metern. Die Entfernung von Su Nuraxi zur Westküste Sardiniens beträgt 40 Kilometer.

## Geschichte und Beschreibung
Su Nuraxi wurde bereits in den Aufzeichnungen von Vittorio Angius, Giovanni Spano und Antonio Taramelli erwähnt. Die Anlage war bis in die Mitte des 20. Jahrhunderts komplett mit Erdablagerungen bedeckt. In den 1940er Jahren folgerte der in Barumini geborene Archäologe Giovanni Lilliu aus großen Gesteinsbrocken und Keramikfunden, dass sich hier eine größere archäologische Fundstätte befinden könnte. Die Ausgrabungen des Komplexes erfolgten von 1951 bis 1956. Danach wurde Su Nuraxi der Öffentlichkeit zugänglich gemacht.
Die zentrale Nuraghe thront auf einer kleinen Anhöhe der Marmilla, deren namensgebender Kegelberg in Form einer weiblichen Brust vis-à-vis liegt. Die Anlage besteht aus einer zunächst errichteten zentralen Nuraghe, die von einer Mauer mit vier Außentürmen umgeben ist. Im zweiten äußeren Mauerring befinden sich die Reste weiterer, ursprünglich neun Turmbauten. Der gesamte äußere Bereich ist von circa 150 Fundamentresten meist runder Hütten, dem „Dorf“, umgeben, das außerhalb der Mauern der fünftürmigen Kernstruktur liegt, also ungeschützt war.
Der heute noch 14,1 Meter hohe zentrale Turm, der sogenannte Mastio („Bergfried“), stammt aus der späten Bronzezeit (1330 bis 1250 v. Chr.) und hat eine dezentral gelegene Kammer mit zwei seitlichen Nischen. Ein bei den Ausgrabungen in der unteren Kammer des Turmes gefundener Balken aus Wildolivenholz wurde mittels C14-Analyse auf 1470 v. Chr. (± 200 Jahre) datiert. Der Mastio hat unten einen Durchmesser von 10 Metern und verjüngt sich bis zur dritten, nur noch rudimentär vorhandenen Etage auf 5 Meter. Ursprünglich hatte der Hauptturm eine Höhe von über 20 Metern. Nach aktuellen Untersuchungen wurde er wohl gemeinsam mit den vier Außentürmen der Bastion konzipiert, die alle vom südlich an den Mastio grenzenden Innenhof zugänglich sind, in dem sich ein 20 Meter tiefer Trinkwasserbrunnen befindet. Die in die vier Himmelsrichtungen ausgerichteten, heute noch etwa 8 Meter hohen Außentürme dürften ursprünglich eine Höhe von 17 bis 18 Metern gehabt haben.

Su Nuraxi

Ebenfalls aus der ersten Bauphase von Su Nuraxi stammen die drei erhaltenen der sieben Türme des Vorwerks, die durch eine Wehrmauer miteinander verbunden waren und zur äußeren Verteidigung der viertürmigen Bastion dienten. Wie die inneren Türme, mit Ausnahme des zentralen Mastio, besaßen auch die äußeren Schießscharten im ohne Mörtel aufeinandergeschichteten Basaltquadermauerwerk. Die Türme des Vorwerks waren ursprünglich 10 Meter hoch, wobei der Turm H im Nordosten als besterhaltener heute noch 4,5 Meter hoch ist. Im Zeitraum von 1250 bis 1000 v. Chr. erfolgten Umbaumaßnahmen. Die innere Bastion wurde mit einer drei Meter dicken Ringmauer verstärkt und das Vorwerk baulich verändert. Fünf Türme wurden neu errichtet, wobei man zwei der älteren äußeren Türme in den polygonalen Verteidigungsring mit einbezog. Die Errichtung eines neuen Turmes direkt neben dem älteren im Südosten führte zur Einfassung des letzteren in den inneren Ring.
Die ältesten Teile des „Dorfes“ stammen erst aus der Zeit vor 1250 v. Chr., die kaum erhaltenen Spuren wurden auf und nordöstlich des Vorwerks gefunden. Nach der Zerstörung der Terrassen der Nuraghen gegen Ende der späten Bronzezeit um 1000 v. Chr. entstanden im Norden und Osten der Bastion meist kreisrunde Gebäude eines Hüttendorfes. Das Hauptgebäude, Hütte 80, scheint als Versammlungsort gedient zu haben. Es besaß eine Sitzbank und Nischen in den Wänden. In einer der Nischen wurde ein Bätyl gefunden, ein Kalksteinmodell eines Nuraghenturms, das dem Steinkult diente. Die etwa 70 kreisförmigen Hütten hatten nur einen Raum und waren ohne Mörtel aus mittelgroßen Basaltblöcken mit Steinkeilen errichtet. Die Dächer bestanden aus mit Zweigen abgedeckten Holzstämmen.

Ausgrabungsstätte
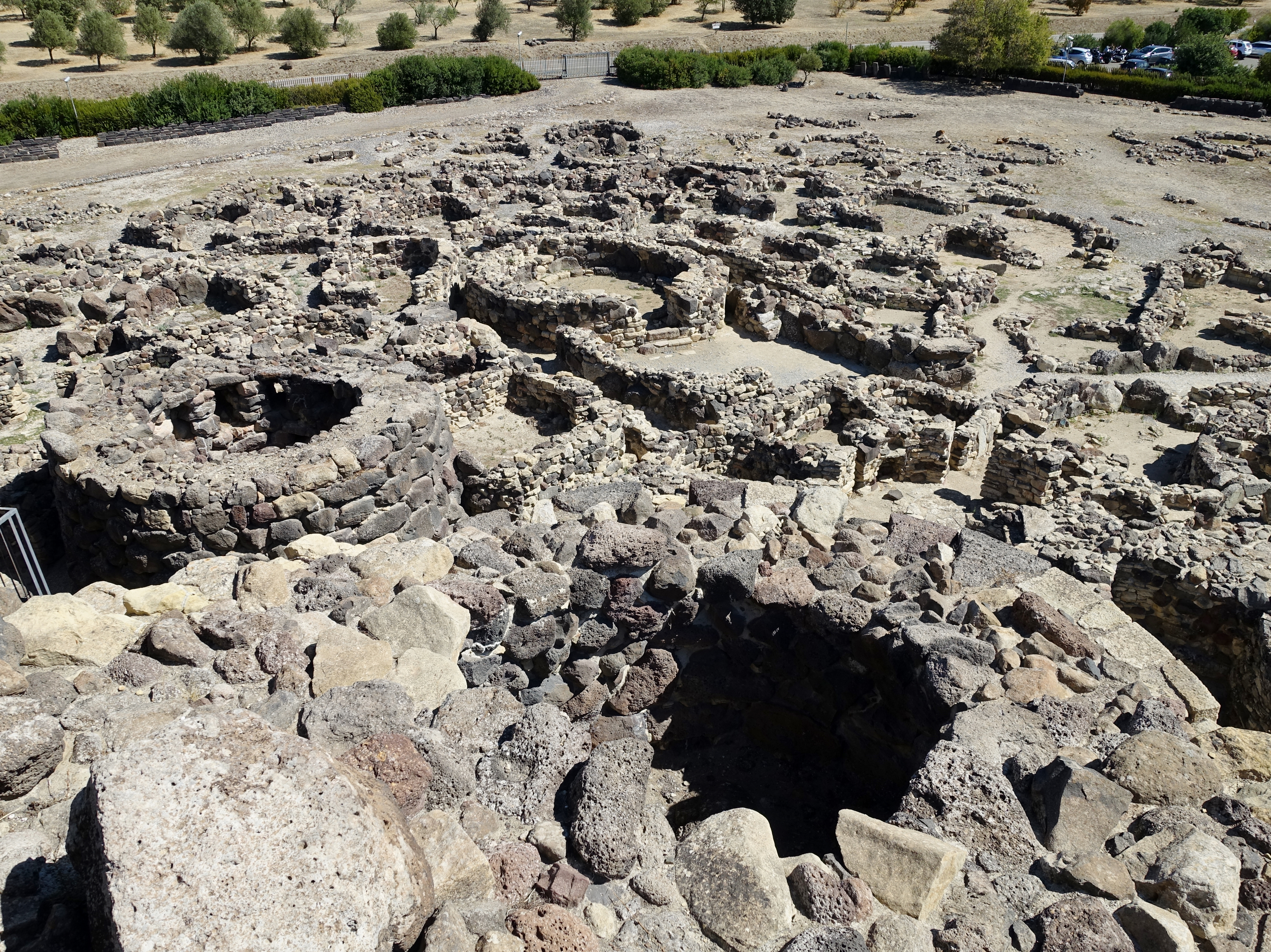
Nordosten des „Dorfes“
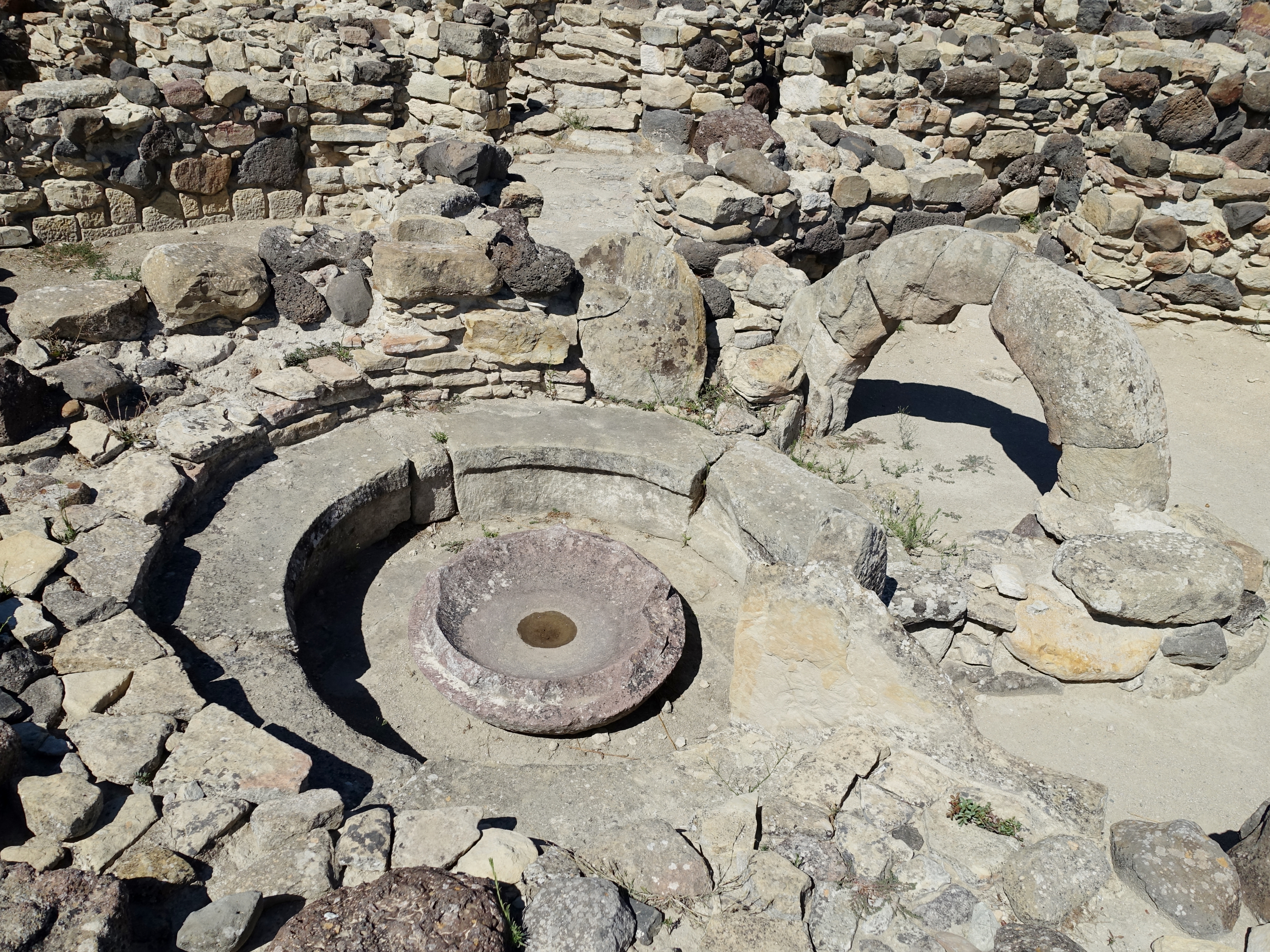
Hütte 20, Rotunde
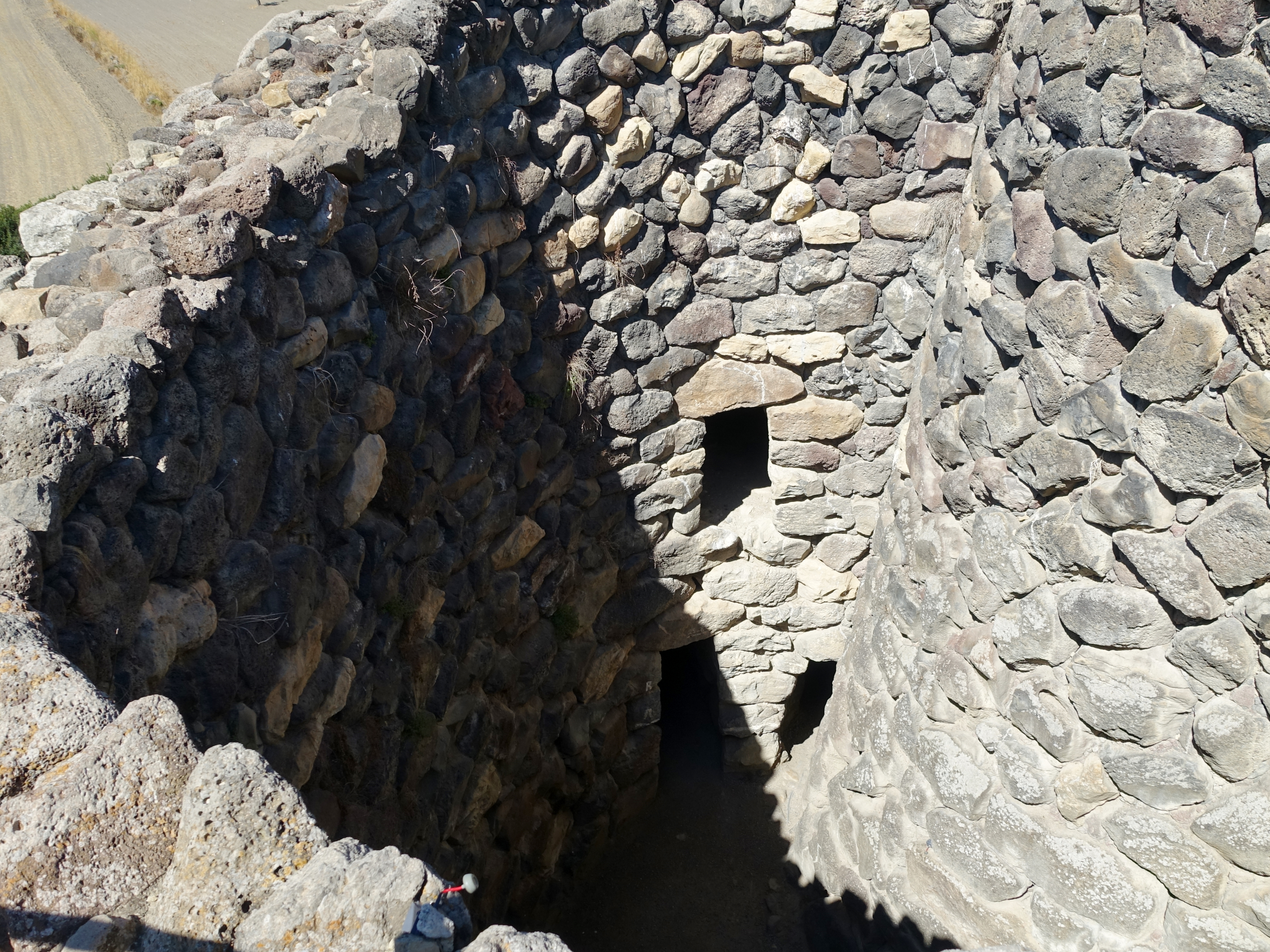
Innenhof mit Zentralturm
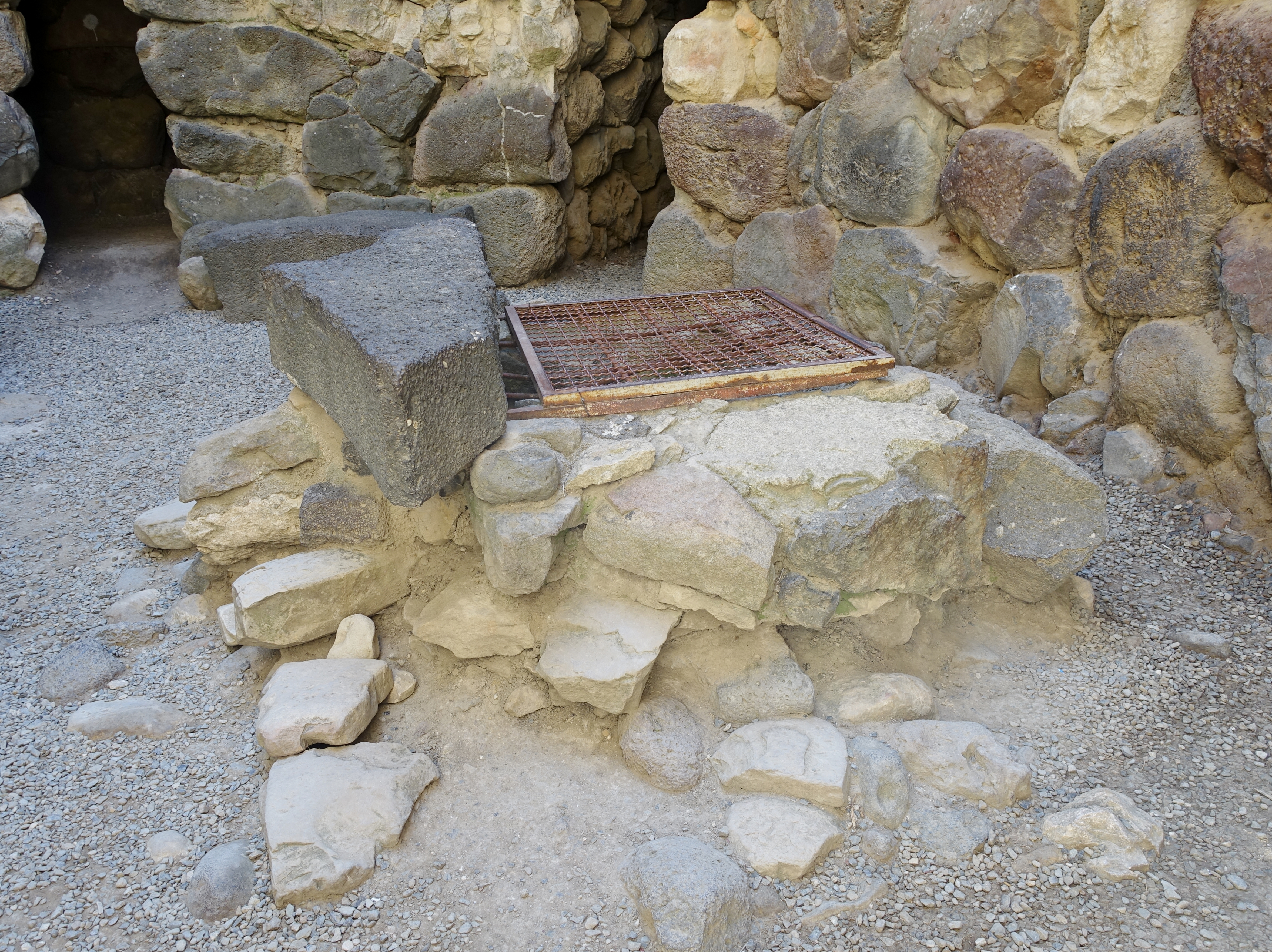
Brunnen im Innenhof

- Blick vom Hauptturm auf das „Dorf“
- Turm H des Vorwerks
- Hütte 80 im Nordosten
- Kammern der neuen Siedlung an den Südosttürmen des Vorwerks

Ab der zweiten Hälfte des 8. Jahrhunderts v. Chr. erfuhr die Siedlung von Su Nuraxi tiefgreifende Veränderungen. Sie sind geprägt von der ‚Orientalisierung‘ Sardiniens von 730 bis 600 v. Chr. Nach der Zerstörung des Hauptgebäudes (Hütte 80), wahrscheinlich infolge kriegerischer Ereignisse, wurde ein neuer Wohnkomplex angelegt. Dieser bedeckte die gesamte Fläche des ehemaligen Vorwerks um die Bastion und dehnte sich nur teilweise nach Osten aus. Erkennbar sind 109 Kammern, die wahrscheinlich 14 unterteilte Wohneinheiten aus je acht bis zwölf Kammern bildeten. Durch das „Dorf“ führten enge Gassen, die in einer von Nord nach Süd verlaufenden Hauptstraße mündeten. Neben an die alten Mauern des Vorwerks gebauten, rechteckigen Räumen, gab es kurvenartige Kammern mit zentralen Innenhöfen, in denen oft in Schächten Wasser gesammelt wurde.
Su Nuraxi wurde nach 600 v. Chr. von den Puniern zerstört. Teilweise wurden die Bauten in spätpunischer und römischer Zeit sowie im Mittelalter genutzt. Heute ist der Platz touristisch erschlossen und kann in geführten Gruppen besichtigt werden. Im Jahr 1997 wurde Su Nuraxi von der UNESCO zum Weltkulturerbe erklärt.

Ausgrabungsstätte
Blick vom Hauptturm auf das „Dorf“
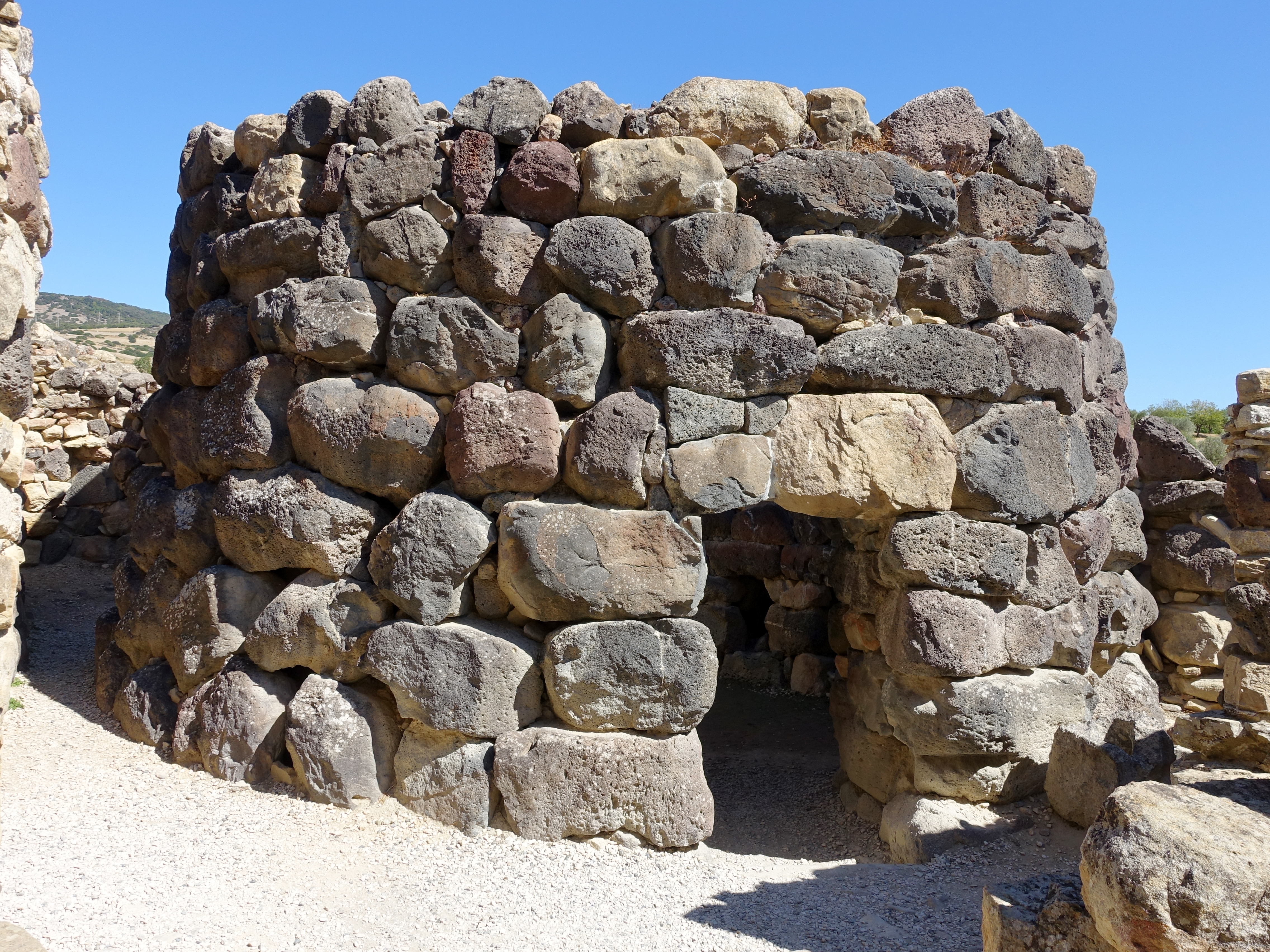
Turm H des Vorwerks
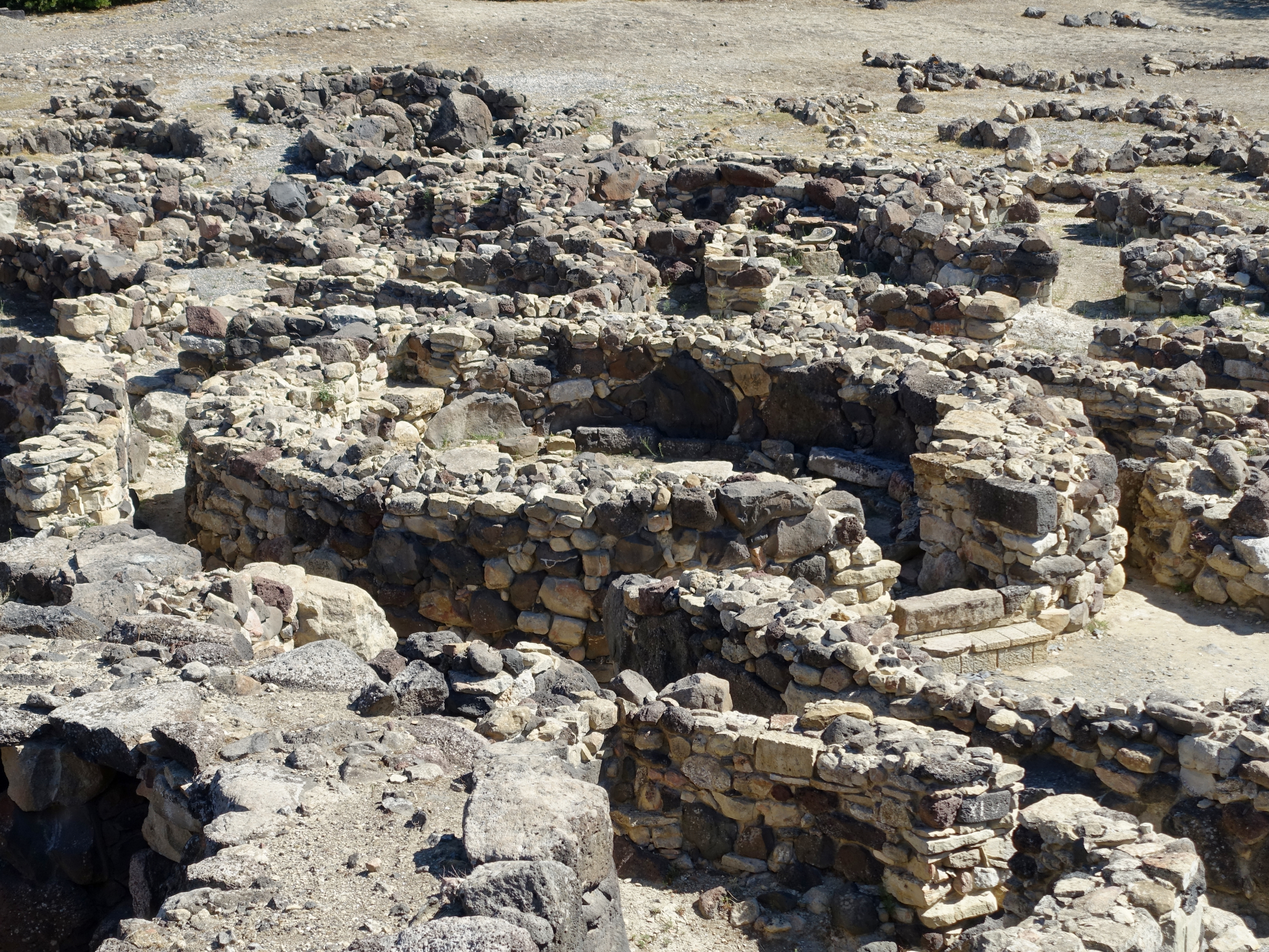
Hütte 80 im Nordosten
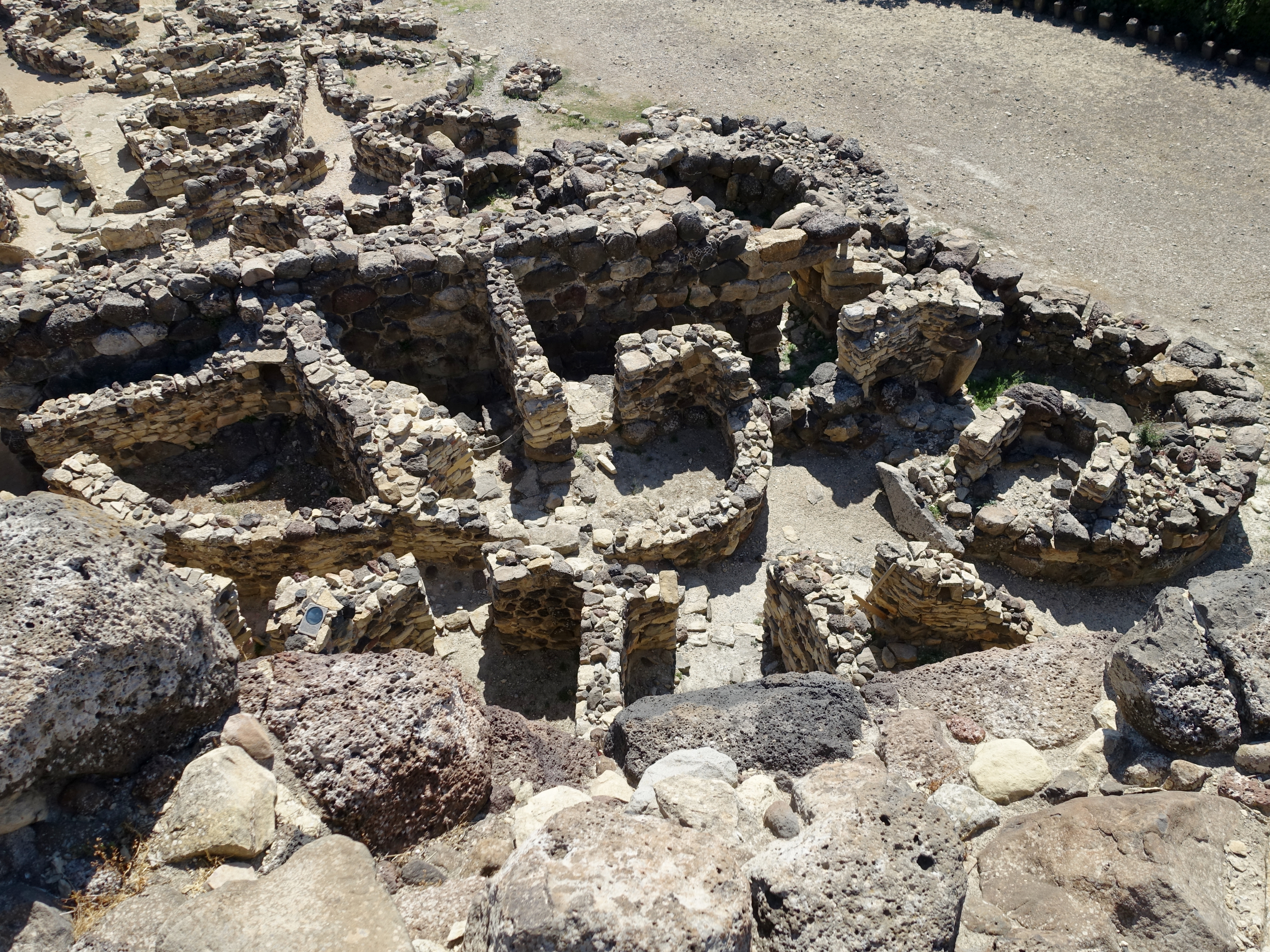
Kammern der neuen Siedlung an den Südosttürmen des Vorwerks

- Nordosten des „Dorfes“
- Hütte 20, Rotunde
- Innenhof mit Zentralturm
- Brunnen im Innenhof